# Adrian Carambula
Adrian Ignacio Carambula Raurich (Montevideo, 16 maart 1988) is een in Uruguay geboren en voor Italië uitkomende beachvolleybalspeler. Hij nam tweemaal deel aan de Olympische Spelen en won een zilveren medaille bij de Europese kampioenschappen.

## Carrière

### Tot en met 2017
Carambula groeide op in Uruguay en verhuisde op zijn dertiende met zijn ouders naar Florida. Daar begon hij als zestienjarige met beachvolleybal. Van 2007 tot en met 2014 was hij met verschillende partners actief in de AVP Tour. In 2009 en 2010 won hij vier toernooien bij de Amerikaanse juniorencompetitie. In 2013 en 2014 speelde hij twee seizoenen met Stafford Slick. Het duo kwam bij elf toernooien tot drie derde plaatsen (Santa Barbara, Atlantic City en Huntington Beach). Vanwege zijn Italiaanse grootmoeder mocht Carambula ook voor Italië uitkomen en in 2015 vormde hij een team met Alex Ranghieri – met wie hij drie seizoenen zou spelen. Het tweetal nam in het eerste jaar deel aan zeven toernooien in de FIVB World Tour. Ze behaalden daarbij onder meer een derde en vierde plaats bij de Major-toernooien van respectievelijk Poreč en Gstaad. Daarnaast wonnen ze een zilveren medaille bij de Europese kampioenschappen in Klagenfurt achter de Letten Aleksandrs Samoilovs en Jānis Šmēdiņš.
Het seizoen daarop waren ze bij veertien reguliere FIVB-toernooien goed voor dertien toptienklasseringen. Ze boekten overwinningen in Antalya en Doha en eindigden als vierde in Vitória en Sotsji. Bij de Olympische Spelen in Rio de Janeiro bereikten ze Carambula en Ranghieri de achtste finale waar ze werden uitgeschakeld door hun landgenoten Daniele Lupo en Paolo Nicolai. Het duo sloot het seizoen af met een negende plaats bij de World Tour Finals in Toronto. In 2017 deden ze mee aan vijf reguliere internationale toernooien waarbij ze niet verder kwamen dan een negende plaats in Rio. Bij de EK in Jūrmala verloren ze in de kwartfinale van het Belgische duo Dries Koekelkoren en Tom Van Walle. Bij de wereldkampioenschappen in Wenen werden ze in de zestiende finale uitgeschakeld door de Amerikanen Nick Lucena en Phil Dalhausser. Na afloop van het seizoen gingen Carambula en Ranghieri uit elkaar.

### 2018 tot heden
In 2018 partnerde Carambula met Pasquale Gabriele; het tweetal kwam in actie op zeven toernooien in de mondiale competitie. Vervolgens vormde hij van 2019 tot en met 2022 een team met Enrico Rossi. Het eerste jaar namen ze deel aan zeven reguliere toernooien in de World Tour met onder meer een tweede plaats in Sydney en een vierde plaats in Xiamen als resultaat. Bij de WK in Hamburg bereikten ze de kwartfinale die verloren werd van de latere wereldkampioenen Oleg Stojanovski en Vjatsjeslav Krasilnikov. Bij de EK in Moskou moesten ze in de achtste finale opgeven vanwege een blessure en bij de seizoensfinale in Rome eindigden ze als negende. Eind 2019 speelden ze nog een toernooi in Chetumal voordat de rest van het seizoen werd gestaakt vanwege de coronapandemie. In 2020 deed met Carambula met Jakob Windisch mee aan de EK in Jūrmala waar ze in de achtste finale werden uitgeschakeld door de Noren Mathias Berntsen en Hendrik Mol.
In 2021 speelden Carambula en Rossi in aanloop naar de Spelen vijf internationale wedstrijden waarbij ze tot drie vierde plaatsen kwamen (tweemaal Cancun en Sotsji) en een keer als vijfde eindigden (Cancun). Bij de Olympische Spelen in Tokio strandde het duo na drie nederlagen in de groepsfase. Met Gianluca Dal Corso deed hij verder mee aan de EK in Wenen waar Samoilovs en Šmēdiņš in de tussenronde te sterk waren. Carambula en Rossi sloten het seizoen af met een zevende plaats bij de Finals in Cagliari. Het jaar daarop waren ze actief op negen toernooien in de Beach Pro Tour – de opvolger van de World Tour. Ze behaalden daarbij een vierde plaats in Kuşadası en eindigden vier keer als vijfde (Rosarito, Espinho, Agadir en Dubai). Bij de WK in eigen land gingen ze als groepswinnaar door naar de zestiende finale waar ze werden uitgeschakeld door de Chileense neven Esteban en Marco Grimalt. Bij de EK in München verloren ze in de achtste finale van Pablo Herrera en Adrián Gavira uit Spanje. Eind 2022 keerde Carambula terug aan de zijde van Ranghieri en het duo behaalde een tweede en derde plaats in Torquay.

## Palmares
Kampioenschappen
- 2015:  EK
- 2016: 9e OS
- 2019: 5e WK
- 2023: 9e WK

FIVB World Tour
- 2015:  Poreč Major
- 2015:  Antalya Open
- 2016:  Doha Open
- 2019:  3* Sydney

Beach Pro Tour
- 2022:  Torquay Challenge
- 2022:  Elite16 Torquay
- 2023:  Elite16 Doha
- 2023:  Elite16 Montreal